# 希氏祕鱂
希氏祕鱂為輻鰭魚綱鯉齒目鯉齒亞目鯉齒鱂科的其中一種，分布於亞洲伊朗Kor河上游Khosroshirin溪流域，體長可達3公分，生活習性不明。

## 擴展閱讀
維基物種上的相關：希氏祕鱂